# Лелека-100
Лелека-100 — украинский беспилотный летательный аппарат, предназначенный для ведения разведки. Создан украинской компанией DeViRo.

## Описание
БПЛА «Лелека-100» был создан для решения задач по аэроразведке, патрулированию, картографированию местности с возможностью передачи оперативной информации и получения точных географических координат в режиме реального времени. Беспилотник является частью программно-аппаратного комплекса.
Видеотрансляция с БПЛА происходит в кодированном виде, что исключает возможность его перехвата стандартными видеоприёмниками. Кроме того, видеосигнал с борта БПАК не содержит ни полётной телеметрии, ни GPS. Также существует возможность установки на него отдельной камеры, которая может быть запрограммирована на осуществление фотографий с заданным интервалом времени или по команде, будет поступать из системы автопилота.
Для исключения вероятности быть запеленгованным средствами РЭБ возможного противника передатчик видеоканала оснащён системой дистанционного включения и отключения. БПЛА способен осуществить взлёт и приземление в режиме радиомолчания, а в течение всего полёта оператор имеет возможность при необходимости включать или выключать видеотрансляцию с борта «Лелека-100».
Комплекс приспособлен для работы в условиях сложной радиоэфирной обстановки в режиме преднамеренной постановки радиопомех или блокировки систем спутниковой навигации GPS/ГЛОНАСС.
Воздушный аппарат устойчив к погодным условиям и пригоден к использованию в любое время суток. Допускается использование комплекса в условиях плотной облачности и мелкого дождя, если время нахождения в воздухе под дождем составляет не более 20 минут.
В комплексе реализована концепция автоматизированного управления воздушным аппаратом в течение всего полета, что значительно упрощает работу оператора и позволяет концентрировать внимание на анализе оперативной информации, поступающей с борта БПАК. Вместе с тем существует режим комбинированного управления с частичным вмешательством оператора и возможностью направлять аппарат в нужном направлении. После окончания вмешательства оператора аппарат возвращается к выполнению заранее запрограммированного маршрута.
Управление БПАК происходит по шифрованному цифровому радиоканалу, который позволяет получать данные телеметрии в течение всего полета. Оператор может отслеживать по спутниковым картам местонахождение БПАК, корректировать маршрут, предоставить команду на экстренное возвращение в точку взлёта или при необходимости запрограммировать место приземления. Даже в случае подавления радиоканалом обмена данными БПАК способен продолжить автономный полет, вернуться и совершить приземление в заранее запрограммированной точке.
Целевая нагрузка построена по модульной схеме и представляет собой варианты быстроменяющихся устройств с единственным унифицированным интерфейсом соединения, позволяет устанавливать необходимый модуль в соответствии с потребностями оператора.
Модули целевой нагрузки для использования в светлое время суток гироскопические стабилизированные по двум осям и дистанционно управляются в направлениях: вправо-влево и вверх-вниз. Целевая нагрузка для использования в ночное время включает в себя тепловизионный сенсор с возможностью дистанционного управления в направлении вверх-вниз.

## Назначение
- Воздушная разведка (ВСУ)
- Сельское хозяйство
- Геодезия
- Маркшейдерия
- Промышленное строительство
- Строительство автодорог
- Обследование линий электропередач и трубопроводов
- Обслуживание лесных и водных хозяйств
- Поддержка во время ликвидации последствий чрезвычайных ситуаций

## Летно-технические характеристики[2]

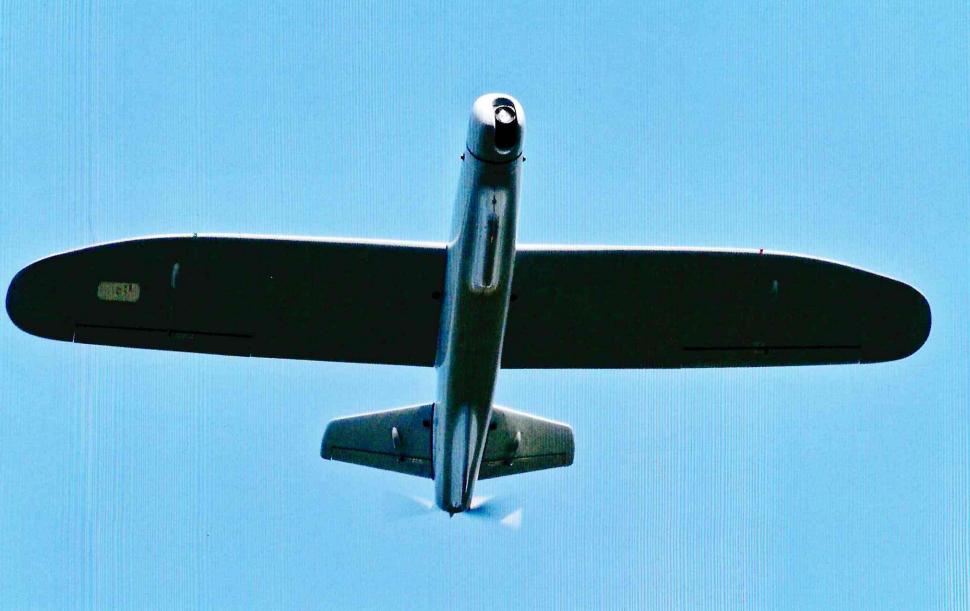
Лелека-100

- Размеры летательного аппарата: 1980 мм / 1135 мм
- Взлетный вес: 5 ± 0,5 кг
- Материал: композит кевлар-стекло-углеволокно
- Тип двигателя: электрический
- Максимальная высота полета: 1500 м
- Температурный диапазон: −20С до +40С
- Сопротивление ветра: до 20 м/с
- Крейсерская скорость: 60 — 70 км/час
- Гарантированная длина маршрута: 100 км
- Время полета: 2 — 2,5 часа
- Управление: 45 км двухсторонний цифровой канал с шифрованием
- Программирование: визуальный режим по спутниковым картам
- Система обеспечения полета: автопилот с автоматическим режимом полета и навигации
- Целевая нагрузка, модульная сменная:
  - модуль «F» — дистанционно управляемый, гироскопически стабилизированный в двух плоскостях, 4-кратное оптическое увеличение;
  - модуль «Z» — дистанционно управляемый, гироскопически стабилизированный в двух плоскостях
- Канал видеоданных: дистанционно управляемый цифровой канал 720p HD, стабильная передача на расстояние до 45 км.
- Запуск: стартовый ускоритель
- Приземление: Парашютная / посадка на живот

## Боевое применение
В феврале 2017 года комплекс проходил испытания на полигоне в Черниговской области.
С 2018 года находился на опытной эксплуатации в Вооружённых Силах Украины. Вместе с БПЛА А1-СМ «Фурия» и БПЛА PD-1 был показан на военном параде в честь дня Независимости Украины в 2018 году.
Согласно сообщению воздушного командования «Восток», беспилотный комплекс «Лелека-100» был принят на вооружение ВСУ после испытаний в мае 2021 года.